# Imiaslavie
L’imiaslavie (en russe : Имяславие) ou imiabojie (Имябожие), parfois appelé onomatodoxie, est un courant religieux qui affirme que le nom de Dieu est Dieu lui-même. Né au début du XXe siècle, condamné par l'Église orthodoxe russe en 1913, il subsiste toujours aujourd'hui.

## Histoire

### Naissance et développement du mouvement
L’imiaslavie a été lancé par la publication de l'ouvrage Sur les montagnes du Caucase par un starets célèbre, Hilarion. Il y raconte les expériences spirituelles qu'il a connues en récitant la Prière de Jésus, y voyant une preuve que le nom de Dieu est Dieu lui-même, et peut faire des miracles. Le livre devient très populaire parmi les moines russes du mont Athos. Beaucoup d'entre eux soutiennent que le nom de Dieu préexiste au monde, et donc qu'il ne peut être autre chose que Dieu lui-même. Cela lui-donne une grande importance du point de vue mystique. D'autres moines de l'Athos s'opposent à cette doctrine, considérant qu'elle se rapproche du panthéisme, et est incompatible avec le christianisme. Pour eux, Dieu n'a pas besoin de nom avant de créer le monde ; le nom a donc été créé, il est une convention, et aucun attribut mystique ne peut lui être associé. Ceux qui soutiennent les idées d'Hilarion sont appelés à cette époque imiaslavtsy (ceux qui glorifient le nom) et ceux qui s'y opposent imiabortsy (ceux qui combattent le nom).
Alexandre Boulatovitch, moine dans le skite Saint-André du mont Athos sous le nom d'Antoine, est l'un des plus fervents partisans de l’imiaslavie, et publie plusieurs ouvrages sur le sujet. Comme d'autres théologiens soutenant l’imiaslavie, il rattache ce courant aux enseignements de Jean de Cronstadt - mort en 1908, avant le début de la controverse. L'un des opposants les plus fermes est l'archevêque de Volhynie, Antoniy Khrapovitsky, qui considère l’imiaslavie comme une variante des thèses propagées par les khlysts, un courant actif de la fin du XVIIe siècle au début du XXe siècle. En 1912, le Saint Synode interdit la vente de Sur les montagnes du Caucase en Russie. Il n'est imprimé de nouveau qu'en 1998. 

### Intervention russe au mont Athos

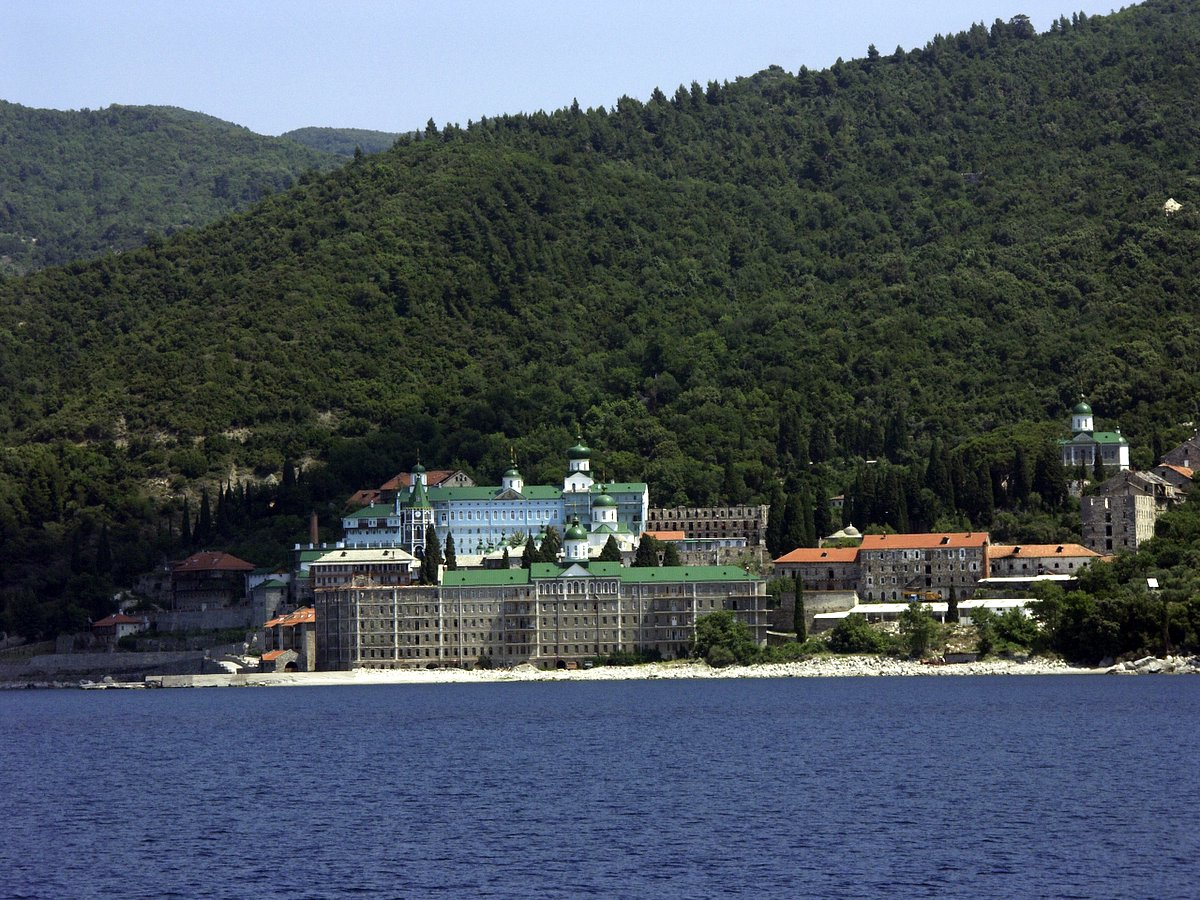
Le monastère Saint-Panteleimon, sur le mont Athos.

En janvier 1913, un moine du nom de David, soutenant l’imiaslavie, est élu higoumène du skite Saint-André à la place d'Hiéronyme, qui s'opposait à ce courant. Hiéronyme ne reconnaît pas les résultats de l'élection et se plaint auprès de l'ambassade de Russie en Grèce. Le gouvernement impérial exige que Hiéronyme redevienne higoumène. Au mois d'avril de la même année, le nouveau patriarche de Constantinople, Germain V, déclare que l’imiaslavie relève du panthéisme. 
En juin 1913, une petite flotte russe, composée de la canonnière Donets et des navires de transports Tsar et Kherson, amène sur le mont Athos l'archevêque de Vologda, Nikon Rozhdestvensky, avec une escorte de soldats. Un vote organisé par l'archevêque montre qu'au monastère Saint-Panteleimon, 661 moines se considèrent comme imiabortsy, 517 comme imiaslavtsy, 360 refusent de participer au vote, et le reste se considère comme neutre. En mai-juin, l'archevêque Nikon cherche à convaincre les imiaslavtsy de renoncer à leurs thèses, sans succès. Le 31 juillet, les troupes russes pillent le monastère. Les moines, qui ne sont pas armés, ne résistent pas activement. Les soldats russes déploient deux mitrailleuses et des canons à eau ; ils ont pour ordre de frapper les moines avec leurs baïonnettes et la crosse de leurs fusils. Quatre moines auraient été tués, quarante-huit blessés[réf. nécessaire]. Après le pillage, les moines du skite Saint-André se rendent. 
Le Kherson est transformé en navire-prison et emmène 628 moines en Russie, partant le 9 juillet de l'Athos pour Odessa. Quarante moines, jugés incapables de survivre au voyage, sont laissés à l'hôpital du mont Athos. Le 14 juillet, le vapeur Chikhachev emmène en Russie 212 moines. Les autres moines signent un document dans lequel ils disent rejeter l’imiaslavie. Après un interrogatoire à Odessa, huit moines sont renvoyés sur l'Athos, quarante sont emprisonnés, les autres sont défroqués et exilés vers différentes régions de l'Empire russe, en fonction de leur propiska.

### Réhabilitation partielle - Nouvelle condamnation et situation actuelle
En février 1914, certains imiaslavtsy sont reçus par l'empereur Nicolas II, dans une atmosphère cordiale. Au mois de mai, le métropolite de Moscou Macaire II et le bureau du Saint Synode décident d'admettre les imiaslavtsy aux offices religieux, sans qu'ils aient à se repentir. Une décision similaire est prise par le métropolite de Kiev. Le 10 mai, le Saint Synode autorise les imiaslavtsy à conserver leurs fonctions dans l'Église orthodoxe sans se repentir formellement, même si leurs idées en elles-mêmes sont toujours considérées comme hérétiques.
Le 27 août 1914, après le déclenchement de la Première Guerre mondiale, Antoine Boulatovitch, figure de proue du mouvement, demande à être nommé aumônier militaire ; le Saint Synode le lui accorde. Le 1er juillet 1915, l'auteur de Sur les montagnes du Caucase, Hilarion, demande s'il est expulsé de l'Église - il vivait alors en ermite et n'avait sans doute que partiellement connaissance des troubles que son livre avait suscités. Il meurt le 2 juin 1916 sans avoir reçu de réponse. En septembre 1917, le pomestny sobor (conseil local) de l'Église orthodoxe russe se rassemble pour résoudre les problèmes liés à l’imiaslavie ; l'affrontement entre partisans (notamment les théologiens Paul Florensky et Serge Boulgakov) et opposants est vif. Les travaux sont interrompus par la Révolution d'Octobre.
En octobre 1918, le Saint-Synode revient sur sa décision et interdit aux imiaslavtsy de participer aux offices religieux, à moins qu'ils ne se soient repenti de leurs erreurs. La décision est signée par le métropolite de Moscou Tikhon. En janvier 1919, Antoine Boulatovitch rompt toute relation avec le Saint-Synode et se retire sur son domaine familial, à Lebedinka. Il y est tué par des voleurs ou des soldats de l'Armée rouge, au mois de décembre de la même année.
La question de la compatibilité entre l'orthodoxie et l’imiaslavie reste discutée aujourd'hui par certains théologiens. L'évêque Hilarion Alfeïev écrit en 1999 : « Même si le mouvement imiaslavie a été écrasé au début du siècle, sur les ordres du Saint-Synode, les discussions à ce sujet ont été relancées dans les années qui ont précédé le concile de Moscou (1917-1918), qui était censé trancher la question, mais n'est pas parvenu à le faire. L'évaluation par l'Église de l’imiaslavie reste donc à ce jour une question ouverte. »